# Urólito

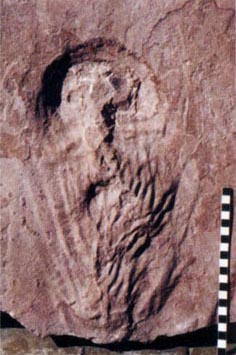
Urolito que foi encontrado na formação Botucatu em Araraquara, São Paulo - Brasil.

Urolito é um termo composto de duas palavras gregas, uro significando "urina" e lithos que significa "pedra" e foi inicialmente usado para diferenciar o fóssil de secreções urinárias não-líquidas, produzidas por alguns grupos de répteis, dos fósseis de fezes que são conhecidos como coprólitos. A primeira evidência de ocorrência de eliminação de resíduos líquidos atribuída a um dinossauro foi apresentado ao público em 2002, mas nenhum trabalho científico tinha relatado uma evidência fóssil de eliminação de resíduos líquidos de tetrápodes que pudesse ser usada para se asumir que dinossauros urinavam.
Em 2004, um artigo do paleontólogo Marcelo Adorna Fernandes trouxe um estudo de vestígios fósseis que foram preservados em três lages de arenito eólico.
Estes vestígios fósseis mostram um padrão que poderia ser formado por um fluxo abundante em queda de líquido e que é diferente das estruturas descritas antes em outras ocorrências em registros paleontológicos. Os aspectos desses urolitos são muito semelhantes à deformação causada no solo pela eliminação de resíduos líquidos das modernas avestruzes, e, da mesma forma, alguns dos dinossauros poderiam ter uma fisiologia urinária semelhante. Urolitos são as primeiras evidências de resíduos líquidos atribuídos aos dinossauros.